# Ameny Qemau
Ameny Qemau, talvolta riportato come Ameny Aamu (fl. XVIII secolo a.C.), è stato un faraone della XIII dinastia egizia.

## Biografia
Il nome di questo sovrano compare nella lista della Sala degli Antenati di Karnak ma non nel Canone Reale. Da alcuni egittologi è stata proposta l'associazione con il nome scritto nella riga 6.7 del Canone Reale (...menemhat), interpretato come Amenemhat V.
È attribuita a questo sovrano un complesso funerario rinvenuto nella necropoli di Dahshur che contiene ancora i resti del sarcofago.

## Liste Reali
| i | mn · n | i | i | T14 | G43 |

| i | mn · n | i | i | T14 | G43 |

| i | mn · n | i | i | T14 | G43 |

| i | mn · n | i | i | T14 | G43 |

| i | mn · n | i | i | T14 | G43 |

| i | mn · n | i | i | T14 | G43 |

| i | mn · n | i | i | T14 | G43 |

| i | mn · n | i | i | T14 | G43 |

|            | \| \| \| non citato \| \| \| |
|            |                              |
| non citato |                              |
|            |                              |

|            |
| non citato |
|            |